# Santuario de Cortes
El Real Monasterio y Santuario de Cortes es un santuario localizado en el municipio español de Alcaraz, en la provincia de Albacete.

## Descripción

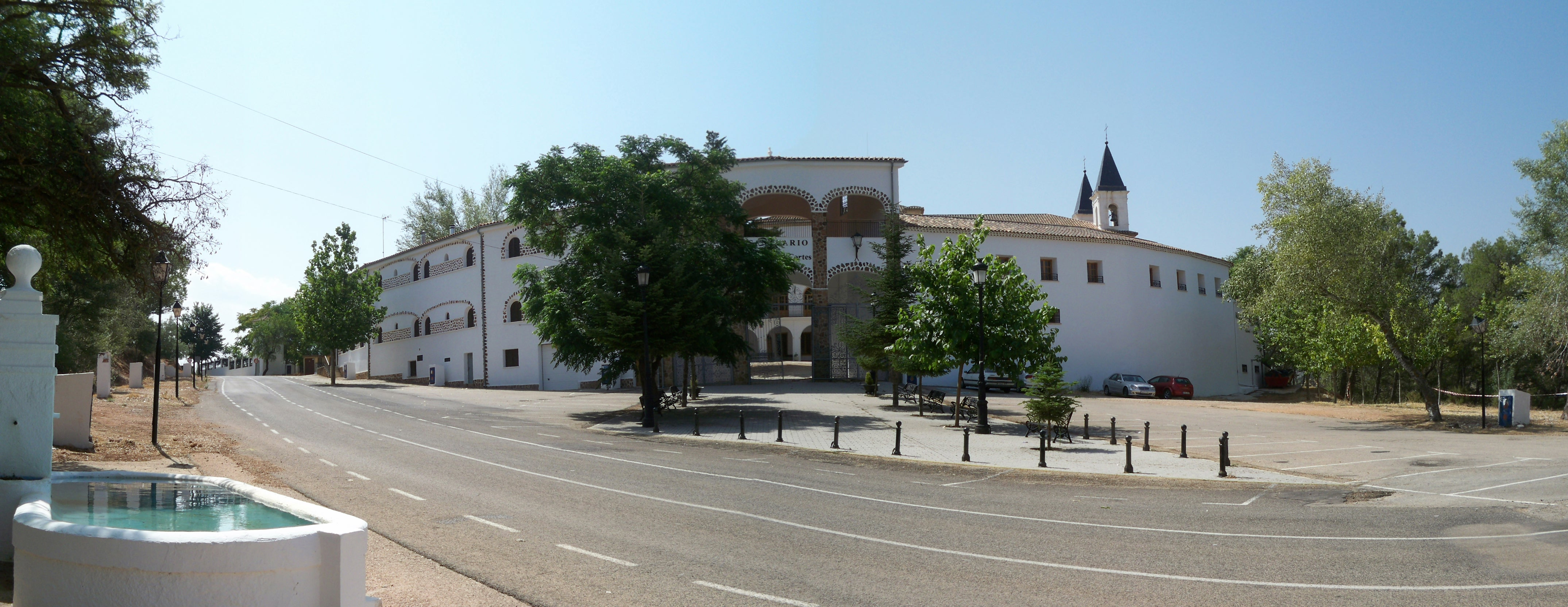
Vista panorámica del santuario

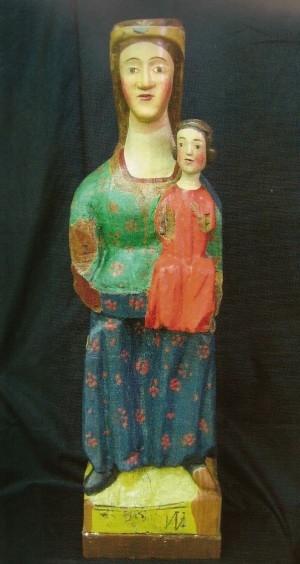
Talla de la Virgen de Cortes

El santuario de Cortes se halla situado sobre un cerro dominante al noroeste de Alcaraz, en la provincia de Albacete, comunidad autónoma de Castilla-La Mancha, a cuatro kilómetros de distancia de la localidad. Su denominación procedería, según la tradición popular, del hecho de haberse reunido en este paraje las Cortes de Castilla y Aragón en 1265, con ocasión de una entrevista entre Alfonso X de Castilla y Jaime I de Aragón. En él se venera una imagen llamada «la Virgen de Cortes», celebrándose anualmente tres romerías. En 1988 se incoó un expediente para su declaración como Bien de Interés Cultural.

## Año Jubilar 2022
Dentro de las celebraciones del VIII Centenario de la aparición de la imagen de Ntra. Sra. de Cortes, hay programadas una serie de actividades que serán desarrolladas tanto por parte de la Real e Ilustre Archicofradía, como por la Comisión del Centenario, que está compuesta por la Junta de Comunidades de Castilla-La Mancha, la Diputación de Albacete, el Ayuntamiento de Alcaraz y el Obispado de Albacete. Éstas se extenderán hasta el día 8 de septiembre de 2022.